# 腰繁男
腰繁男（日语：／ Koshi Shigeo，1946年10月4日—），日本男性動畫演出家、動畫導演。出身於東京都。

## 來歷
從1970年開始，腰繁男與岡迫和之一起擔任東京電視動畫《足球健將》和《谷岡泰次的色情動畫 做吧!!》的演出助手。1973年，他以《哆啦A夢》（日本電視台版）負責演出首次亮相。此前他一直是該公司的專職員工，但在日本電視台動畫解散後，他成為自由工作者，並參與了許多兒童作品的演出和分鏡，並於1977年以《浣熊拉斯卡爾》第一次擔任導演。2005年起作為《哆啦A夢》（朝日電視台版）的主要演出家活躍於動畫領域，並執導了2009年3月上映的電影《哆啦A夢：新·大雄的宇宙開拓史》，該片榮獲第33屆日本電影學院獎優秀動畫作品獎。

## 參加作品

### 電視動畫
1970年
- 足球健將（演出助手）

1972年
- 動畫紀錄片 前往慕尼黑之路（日语：アニメドキュメント ミュンヘンへの道）（演出助手）

1973年
- 哆啦A夢 (日本電視台版)（分鏡、演出）

1974年
- 宇宙戰艦大和號（—1981年，演出助手）

1975年
- 蜜蜂瑪雅歷險記（日语：みつばちマーヤの冒険）（—1976年，助理導演）

1976年
- 皮科里諾的冒險（日语：ピコリーノの冒険）（—1977年，助理導演、分鏡）[2]

1977年
- 浣熊拉斯卡爾（導演（第34話—最終話）、演出）[3]

1978年
- 佩琳物語（導演、演出）[4]

1979年
- 清秀佳人（分鏡、演出、演出助手）[5]

1980年
- 湯姆歷險記（分鏡、演出助手）[6]

1981年
- 愛的教育克歐雷物語（分鏡）
- 家族魯賓遜漂流記 不可思議之島的芙蘿拉（分鏡）
- 汪汪三劍客（—1982年，導演、演出補）

1982年
- 南方彩虹的露西（分鏡、演出補）[7]
- 雷鳥2086（演出）

1983年
- 騎士愛我（日语：愛してナイト）（—1984年，演出）
- 子鹿物語 THE YEARLING（日语：子鹿物語 (アニメ)）（—1985年，導演（演出））

1984年
- 銀翼超人（—1985年，演出）

1985年
- 莎拉公主（分鏡）
- 嘿！奔奔（—1986年，演出）

1988年
- Topo Gigio（日语：トッポ・ジージョ）（導演、分鏡、演出）

1990年
- 功夫貓黨（—1991年，分鏡、演出）
- 快樂的嚕嚕米一家（日语：楽しいムーミン一家）（—1991年，分鏡）

1994年
- 白雪公主的傳說（日语：白雪姫の伝説）（分鏡）

1995年
- （—1996年，分鏡、演出）

1996年
- 浪客劍心 (1996年版)（—1998年，演出）

1997年
- 少女革命歐蒂娜（演出）

1998年
- 開花天使（—1999年，演出）

1999年
- 未來少年柯南II（日语：未来少年コナンII タイガアドベンチャー）（—2000年，分鏡）

2002年
- 水瓶戰記 Sign for Evolution（分鏡）

2004年
- 去吧！墮落三人組（日语：ズッコケ三人組）（導演）

2005年
- 哆啦A夢 (朝日電視台2005年版)（2005年—，分鏡、演出）
- 冰上萬花筒（演出）
- 動物橫町（—2006年，分鏡）

2019年
- 索斯機械獸WILD（演出）

2020年
- 黑色五葉草（演出）
- 魔法律事務所（演出）

2022年
- 夢夢貓 Mix！（演出）
- 天籟人偶（演出）

2024年
- 異世界悠閒紀行 ～邊養娃邊當冒險者～（演出）

### 電影動畫
1971年
- 谷岡泰次的色情動畫 做吧!!（日语：ヤスジのポルノラマ やっちまえ!!）（演出助手）

1990年
- 劇場版 佩琳物語（演出助手）

2007年
- 哆啦A夢：大雄的新魔界大冒險 ～7人魔法使～（演出）

2008年
- 哆啦A夢：大雄與綠之巨人傳（附加影像）

2009年
- 哆啦A夢：新·大雄的宇宙開拓史（導演、分鏡）

2024年
- 哆啦A夢：大雄的地球交響樂（附加影像）

2025年
- 哆啦A夢：大雄的繪畫世界物語（演出、ED分鏡&演出）

## 相關項目
- 日本動畫
- 日本動畫師列表（日语：アニメ関係者一覧）